# Паддефут, Лен
Леонард Фредерик Паддефут (англ. Leonard Frederick Puddefoot; 1898—1996) — английский профессиональный футболист и тренер.

## Биография
Паддефут начал свою карьеру в «Вест Хэм Юнайтед», он запечатлён на фотографии команды в сезоне 1919/20. Он играл за французский клуб «Сет» в сезоне 1921-22.
Он перешёл в «Фалкирк» из Вест Хэм Юнайтед вслед за своим братом Сидом, который в феврале 1922 года был куплен за рекордную на тот момент сумму в размере 5000 фунтов стерлингов. Паддефут сыграл один матч за шотландский клуб — первую игру сезона 1922/23 против «Хиберниан» 16 августа 1922 года (поражение 1:0).
Паддефут тренировал шведский клуб «Эргрюте» в сезоне 1927/28. Под его руководством команда стала победителем Аллсвенскана, но из-за двойной системы лиг не считается полноправным чемпионом.